# Tre Giorni delle Fiandre Occidentali 2008
La Tre Giorni delle Fiandre Occidentali 2008, nona edizione della corsa, valevole come prova del circuito UCI Europe Tour 2008 categoria 2.1, si svolse in tre tappe dal 7 al 9 marzo 2008 per un percorso di 542,2 km, con partenza da Courtrai e arrivo ad Ichtegem. Fu vinta dall'olandese Bobbie Traksel della squadra P3 Transfer-Batavus, che si impose in 12h 57' 1" alla media di 41,86 km/h.
Dei 148 ciclisti alla partenza furono 57 a completare la competizione.

## Tappe
| Tappa  | Data    | Percorso            | km    | Vincitore di tappa | Leader cl. generale |
| ------ | ------- | ------------------- | ----- | ------------------ | ------------------- |
| 1ª     | 7 marzo | Courtrai > Bellegem | 176   | Aurélien Clerc     | Aurélien Clerc      |
| 2ª     | 8 marzo | Torhout > Handzame  | 180,5 | Jaŭhen Hutarovič   | Jaŭhen Hutarovič    |
| 3ª     | 9 marzo | Ichtegem > Ichtegem | 185,7 | Bobbie Traksel     | Bobbie Traksel      |
| Totale | Totale  | Totale              | 542,2 |                    |                     |

## Squadre e corridori partecipanti
| N.    | Cod. | Squadra                      |
| ----- | ---- | ---------------------------- |
| 1-8   | QST  | Quick Step                   |
| 11-18 | SIL  | Silence-Lotto                |
| 21-28 | THR  | Team High Road               |
| 31-38 | AST  | Astana                       |
| 41-48 | ALM  | AG2R La Mondiale             |
| 51-58 | FDJ  | Française des Jeux           |
| 61-68 | BTL  | Bouygues Télécom             |
| 71-78 | MRM  | Team Milram                  |
| 81-88 | TSV  | Topsport Vlaanderen          |
| 91-98 | LAN  | Landbouwkrediet-Tönissteiner |

| N.      | Cod. | Squadra                         |
| ------- | ---- | ------------------------------- |
| 101-108 | COS  | Cycle Collstrop                 |
| 111-118 | MIT  | Mitsubishi-Jartazi              |
| 121-128 | BMC  | BMC Racing Team                 |
| 131-138 | ELK  | Elk Haus-Simplon                |
| 141-148 | VBG  | Volksbank-Vorarlberg            |
| 151-158 | FPT  | P3Transfer-Batavus              |
| 161-168 | WIL  | Willems Verandas Continental T. |
| 171-178 | RB3  | Rabobank Continental Team       |
| 181-188 | SKT  | Sean Kelly Team                 |

## Dettagli delle tappe

### 1ª tappa
- 7 marzo: Courtrai > Bellegem – 176 km

Risultati
| Pos. | Corridore        | Squadra         | Tempo    |
| ---- | ---------------- | --------------- | -------- |
| 1    | Aurélien Clerc   | Bouygues Tél.   | 4h16'25" |
| 2    | Jaŭhen Hutarovič | Franç. des Jeux | s.t.     |
| 3    | Bobbie Traksel   | P3 Transfer     | s.t.     |

| Pos. | Corridore        | Squadra         | Tempo    |
| ---- | ---------------- | --------------- | -------- |
| 1    | Aurélien Clerc   | Bouygues Tél.   | 4h16'15" |
| 2    | Jaŭhen Hutarovič | Franç. des Jeux | a 4"     |
| 3    | Bobbie Traksel   | P3 Transfer     | a 6"     |

### 2ª tappa
- 8 marzo: Torhout > Handzame – 180,5 km

Risultati
| Pos. | Corridore          | Squadra         | Tempo    |
| ---- | ------------------ | --------------- | -------- |
| 1    | Jaŭhen Hutarovič   | Franç. des Jeux | 4h18'43" |
| 2    | Aurélien Clerc     | Bouygues Tél.   | s.t.     |
| 3    | Jean-Patrick Nazon | AG2R La Mond.   | s.t.     |

| Pos. | Corridore        | Squadra         | Tempo    |
| ---- | ---------------- | --------------- | -------- |
| 1    | Jaŭhen Hutarovič | Franç. des Jeux | 8h34'52" |
| 2    | Aurélien Clerc   | Bouygues Tél.   | s.t.     |
| 3    | Kenny Dehaes     | Topsport Vl.    | a 7"     |

### 3ª tappa
- 9 marzo: Ichtegem > Ichtegem – 185,7 km

Risultati
| Pos. | Corridore      | Squadra      | Tempo    |
| ---- | -------------- | ------------ | -------- |
| 1    | Bobbie Traksel | P3 Transfer  | 4h22'11" |
| 2    | Niko Eeckhout  | Topsport Vl. | s.t.     |
| 3    | Sergej Ivanov  | Astana Team  | a 3"     |

| Pos. | Corridore      | Squadra      | Tempo     |
| ---- | -------------- | ------------ | --------- |
| 1    | Bobbie Traksel | P3 Transfer  | 12h57'01" |
| 2    | Niko Eeckhout  | Topsport Vl. | a 4"      |
| 3    | Sergej Ivanov  | Astana Team  | a 15"     |

## Evoluzione delle classifiche
| Tappa              | Vincitore          | Classifica generale | Classifica a punti | Classifica sprint | Classifica giovani | Classifica a squadre |
| ------------------ | ------------------ | ------------------- | ------------------ | ----------------- | ------------------ | -------------------- |
| 1ª                 | Aurélien Clerc     | Aurélien Clerc      | Aurélien Clerc     | Kenny De Haes     | Jaŭhen Hutarovič   | Bouygues Télécom     |
| 2ª                 | Jaŭhen Hutarovič   | Jaŭhen Hutarovič    | Jaŭhen Hutarovič   | Kenny De Haes     | Jaŭhen Hutarovič   | Bouygues Télécom     |
| 3ª                 | Bobbie Traksel     | Bobbie Traksel      | Bobbie Traksel     | Nico Eeckhout     | Martin Velits      | Astana Team          |
| Classifiche finali | Classifiche finali | Bobbie Traksel      | Bobbie Traksel     | Nico Eeckhout     | Martin Velits      | Astana Team          |

## Classifiche finali

### Classifica generale
| Pos. | Corridore                | Squadra         | Tempo     |
| ---- | ------------------------ | --------------- | --------- |
| 1    | Bobbie Traksel           | P3 Transfer     | 12h57'01" |
| 2    | Nico Eeckhout            | Topsport Vl.    | a 4"      |
| 3    | Sergej Valer'evič Ivanov | Astana Team     | a 15"     |
| 4    | Frédéric Amorison        | Landbouwkrediet | a 1'29"   |
| 5    | Koen de Kort             | Astana Team     | a 1'30"   |
| 6    | Stefan van Dijk          | Mitsubishi      | a 1'32"   |
| 7    | Koen Barbe               | Topsport Vl.    | s.t.      |
| 8    | Martin Velits            | Team Milram     | s.t.      |
| 9    | Pieter Jacobs            | Silence-Lotto   | s.t.      |
| 10   | Andy Cappelle            | Landbouwkrediet | s.t.      |

### Classifica a punti
| Pos. | Corridore        | Squadra       | Punti |
| ---- | ---------------- | ------------- | ----- |
| 1    | Bobbie Traksel   | P3 Transfer   | 36    |
| 2    | Jaŭhen Hutarovič | AG2R La Mond. | 30    |
| 3    | Aurélien Clerc   | Bouygues Tél. | 27    |

### Classifica sprint
| Pos. | Corridore      | Squadra      | Punti |
| ---- | -------------- | ------------ | ----- |
| 1    | Niko Eeckhout  | Topsport Vl. | 8     |
| 2    | Bobbie Traksel | P3 Transfer  | 4     |
| 3    | Michael Schär  | Astana Team  | 3     |

### Classifica giovani
| Pos. | Corridore     | Squadra       | Punti      |
| ---- | ------------- | ------------- | ---------- |
| 1    | Martin Velits | Team Milram   | 123h58'33" |
| 2    | Pieter Jacobs | Silence-Lotto | s.t.       |
| 3    | Michael Schär | Astana Team   | a 3'26"    |

### Classifica a squadre
| Pos. | Squadra                      | Tempo     |
| ---- | ---------------------------- | --------- |
| 1    | Astana Team                  | 38h57'49" |
| 2    | Mitsubishi-Jartazi           | a 1'16"   |
| 3    | Landbouwkrediet-Tönissteiner | a 1'16"   |